# I giganti della Tessaglia (Gli Argonauti)
I giganti della Tessaglia (Gli Argonauti) è un film del 1960 diretto da Riccardo Freda.
Il film è stato girato in contemporanea con un'altra pellicola, sempre ispirata all'opera epica di Apollonio Rodio, e si intitola Gli Argonauti, per la regia di Don Chaffey.

## Trama
Giasone viene incaricato di dirigersi nella lontana Colchide, assieme ai suoi Argonauti, per recuperare il leggendario Vello d'oro.
Durante il viaggio ucciderà un terribile mostro, approderà nell'isola di Lemno governata da sole donne, ed infine sopprimerà il tiranno Adrasto. Giunto finalmente nella terra dove il dio Ares nascose la preziosa reliquia, Giasone non può rubarla da solo, perché impedito da una serie di ostacoli magici. Infatti ci penserà la maga Medea, figlia del re Eete a risolvere i problemi dell'argonauta, perché innamoratasi di lui. Medea abilmente dall'inizio consegna a Giasone un pugno di semi da gettare in terra. Da questi nasceranno tanti guerrieri ma l'eroe non deve far altro che gettare in mezzo a loro un sasso e di conseguenza questi, per possederlo, si uccideranno a vicenda. Ma l'elemento più pericoloso da sconfiggere è un drago sputafuoco insonne che Giasone dovrà addormentare con un potente siero offertogli dalla maga. Inoltre Giasone, per non essere arrostito, verrà cosparso di un liquido infiammabile e protettivo che gli permetterà di conquistare il Velo d'oro. Ora che Giasone ha la reliquia, deve prima vedersela con un esercito di mostri, che verrà sempre distrutto dalla maga, ma successivamente gli argonauti, prima di raggiungere sani e salvi la Grecia, dove uccideranno il tiranno Pelia di Corinto (zio di Giasone che ha affidato al nipote il compito del viaggio), devono affrontare la furia del re Eete, per niente disposto ad abbandonare la figlia e il vello d'oro.